# Elecciones estatales de Hamburgo de 2015
Las Elecciones estatales de Hamburgo de 2015 se llevaron a cabo el 15 de febrero de 2015, con el propósito de elegir a los miembros del Parlamento de Hamburgo.
Desde la elección de 2011, el SPD gobernaba en mayoría bajo el primer alcalde Olaf Scholz. La edad para votar se había reducido en 2013 a 16 años. Además, la duración de los periodos legislativos se había ampliado de 4 a 5 años, por lo que la próxima elección tendrá lugar en 2020.
Los resultados finales de las elecciones significaron una clara victoria de los socialdemócratas por amplio margen; aunque los 2 partidos dominantes SPD y CDU tuvieron una reducción del número de escaños y votos, así como un notable avance de Los Verdes y La Izquierda.
Tras las elecciones, se formó una coalición entre el SPD y Los Verdes, la primera de este tipo en Hamburgo desde la formada en 1997. Olaf Scholz fue reelegido como alcalde el 15 de abril gracias al apoyo de esta coalición.

## Sistema electoral
En esta elección, cada elector tuvo 10 votos, cinco para candidatos directos y otros cinco para listas de partido. Los sistemas electorales utilizados fueron los de voto acumulativo y panachage.

## Campaña
Algunos de los temas más importantes de la campaña fueron:

### Aceleración del transporte público
El gobierno del SPD decidió la ampliación de la red de autobuses. Contó con el respaldo de Los Verdes, mientras que el FDP, la CDU y Die Linke se negaron a apoyar el proyecto. El objetivo de este es acortar el tiempo de viaje y aumentar la capacidad de los buses. El proyecto tendrá un costo aproximado de € 259 millones y se espera que esté terminado en 2020. Una encuesta mostró un claro rechazo de la población.

### Filarmónica del Elba
En la ciudad se construirá la Filarmónica del Elba, una sala de conciertos de importancia mundial, con una altura de hasta 110 metros. Dentro hay 2.100 plazas, un hotel, 45 apartamentos y un restaurante.
Originalmente, el costo estaba estimado en unos 77 millones de euros. Los costos se elevaron en 2007 a € 114 millones y en 2008 a 323 millones de euros. La constructora Hochtief estimó el costo en 2011 en 476.000.000 de euros.  En diciembre de 2012, el gobierno y la constructora acordaron invertir 575 millones de euros para la sala de conciertos. Incluyendo el costo del sector comercial (hoteles, apartamentos, restaurantes) y la planificación previa, el costo ascendió a € 789 millones. El FDP y Die Linke criticaron los aumentos de costos y las altas exigencias de la construcción. Los Verdes y la CDU criticaron los aumentos de alto costo del proyecto de construcción establecido por el gobierno.

### Deuda municipal
La ciudad-estado de Hamburgo tiene unos 25 millones de euros de deuda. El SPD esperaba lograr un presupuesto equilibrado mediante los ingresos fiscales. Los Verdes apoyaron los planes del SPD. La Izquierda (Die Linke) quiso aumentar los ingresos de la ciudad con el fin de lograr un presupuesto equilibrado. El FDP pidió cobrar impuestos para lograrlo. La CDU abogó por terminar rápidamente con la deuda.

### Legalización de la marihuana
El FDP pidió la legalización de la marihuana, para obtener un control estatal sobre el mercado negro. Los Verdes buscaron implementar un proyecto de limitada oferta de cannabis a los adultos. La Izquierda abogó por legalizar todas las drogas. La CDU se opuso a legalizar las drogas ilegales, y advirtió sobre sus daños. El SPD estuvo en contra de la legalización del cannabis, en particular para proteger a los niños contra el daño permanente.

### Juegos olímpicos
La CDU, el SPD y el FDP estuvieron a favor de aceptar nominaciones para que los Juegos Olímpicos de Verano de 2024 se llevaran a cabo en Hamburgo. Los Verdes entraron en conflictos por este tema, mientras que el Partido Pirata y Die Linke reprobaron la posibilidad. El AfD no tuvo posición. El 29 de noviembre de 2015 finalmente se llevó a cabo un referéndum en donde el proyecto fue rechazado.

## Partidos participantes
Los partidos o agrupaciones que no estaban representados anteriormente en el Bundestag de Alemania u otro parlamento estatal, tuvieron que notificar su participación a más tardar el 17 de noviembre de 2014 ante el Servicio Electoral Estatal.
Las listas de partidos y de circunscripción debieron ser presentadas a más tardar el 11 de diciembre de 2014. Los partidos o grupos que no estaban representados en el Bundestag u otro Parlamento, debieron recolectar 1000 firmas para aprobar sus respectivas listas partidarias, y 100 firmas por cada una de las listas de circunscripción.
Los siguientes partidos pudieron participar sin llevar a cabo estos procesos debido a estar representados en otros Parlamentos:
- Sozialdemokratische Partei Deutschlands (SPD)
- Christlich Demokratische Union Deutschlands (CDU)
- Bündnis 90/Die Grünen (GRÜNE)
- Freie Demokratische Partei (FDP)
- Die Linke (DIE LINKE)
- Piratenpartei Deutschland (PIRATEN)
- Nationaldemokratische Partei Deutschlands (NPD)
- Alternative für Deutschland (AfD)

Los siguientes partidos o asociaciones políticas presentaron una notificación de participación, siendo 6 de estos 9 partidos finalmente admitidos:

- Alternative zu Deutschland (AzD)
- Die gerade Partei (DGP)
- Hamborg raus aus Altøna (HaraAlt)*
- Hamburger Bürger-Liste (HHBL)*
- Humanwirtschaftspartei (HUMANWIRTSCHAFT)*
- Neue Liberale (Liberale)*
- Ökologisch-Demokratische Partei (ÖDP)*
- Partei für Arbeit, Rechtsstaat, Tierschutz, Elitenförderung und basisdemokratische Initiative (Die PARTEI)*
- Rentner Partei Deutschland (RENTNER)*

Se presentaron además cinco candidaturas independientes.
* Estos partidos fueron aceptados, por lo que pudieron participar en la elección.

### Detalle de candidaturas
Para esta elección, se presentaron un total de 397 candidaturas en listas de partido, correspondientes a 12 partidos y una asociación política.
| Partido | Partido                                                                                       | Abreviatura       | Listas de partido | Listas de circunscripción |
| ------- | --------------------------------------------------------------------------------------------- | ----------------- | ----------------- | ------------------------- |
|         | Sozialdemokratische Partei Deutschlands                                                       | SPD               | 60                | 17                        |
|         | Christlich Demokratische Union Deutschlands                                                   | CDU               | 60                | 17                        |
|         | Die Linke                                                                                     | DIE LINKE         | 17                | 17                        |
|         | Freie Demokratische Partei                                                                    | FDP               | 55                | 17                        |
|         | Bündnis 90/Die Grünen, Landesverband Hamburg                                                  | GRÜNE             | 60                | 17                        |
|         | Alternative für Deutschland                                                                   | AfD               | 30                | 17                        |
|         | Piratenpartei Deutschland                                                                     | PIRATEN           | 23                | 12                        |
|         | Nationaldemokratische Partei Deutschlands                                                     | NPD               | 6                 | 8                         |
|         | Partei für Arbeit, Rechtsstaat, Tierschutz, Elitenförderung und basisdemokratische Initiative | Die PARTEI        | 20                | 1                         |
|         | Ökologisch-Demokratische Partei                                                               | ÖDP               | 5                 | 1                         |
|         | Rentner Partei Deutschland                                                                    | RENTNER           | 6                 | --                        |
|         | Hamburger Bürger-Liste                                                                        | HHBL**            | 7                 | --                        |
|         | Neue Liberale                                                                                 | Liberale          | 48                | --                        |
|         | Humanwirtschaftspartei                                                                        | Humanwirtschaft   | --                | 1                         |
|         | Warum nicht!*                                                                                 | Warum nicht!*     | --                | 1                         |
|         | Hamborg raus aus Altøna*                                                                      | HaraAlt           | --                | 1                         |
|         | Mehr Freiheiten, Sozialdemokratie und Sozialgerechtigkeit: Demokratische Stärke Wählen!*      | Soziale Politik   | --                | 1                         |
|         | Verantwortung für Hamburg*                                                                    | SCHEUER           | --                | 1                         |
|         | Bürgerbeteiligung endlich ernst nehmen*                                                       | Bürgerbeteiligung | --                | 1                         |

* Candidatura independiente

** Asociación política

### Candidatos
Los candidatos cabeza de lista de cada uno de los partidos fueron:
| Foto                              | Partido               | Nombre                            |
| Olaf Scholz                       | SPD                   | Olaf Scholz                       |
| Dietrich Wersich                  | CDU                   | Dietrich Wersich                  |
| Dora Heyenn                       | DIE LINKE             | Dora Heyenn                       |
| Katja Suding                      | FDP                   | Katja Suding                      |
| Katharina Fegebank · Jens Kerstan | Alianza 90/Los Verdes | Katharina Fegebank y Jens Kerstan |
|                                   | AfD                   | Jörn Kruse                        |
|                                   | Nuevos Liberales      | Isabel Wiest y Christian Schiller |
|                                   | NPD                   | Lennart Schwarzbach               |
|                                   | Piratas               | Burkhard Masseida                 |
|                                   | Die Partei            | Alexander Grupe                   |
|                                   | ÖDP                   | Volker Behrendt                   |
|                                   | RENTNER               | Günter Pfeiffer                   |
|                                   | HHBL                  | Mareile Kirsch                    |

## Encuestas
Las encuestas arrojaron los siguientes resultados:
| Realizador de la encuesta | Fecha      |        |        |        |       | Linke | Piraten |       |     | Otros |
| ------------------------- | ---------- | ------ | ------ | ------ | ----- | ----- | ------- | ----- | --- | ----- |
| Forschungsgruppe Wahlen   | 12.02.2015 | 47 %   | 17 %   | 12 %   | 6 %   | 8,5 % | -       | 5 %   | -   | 4,5 % |
| Forschungsgruppe Wahlen   | 06.02.2015 | 45 %   | 19 %   | 11 %   | 6 %   | 9,5 % | -       | 5 %   | -   | 4,5 % |
| Infratest dimap           | 05.02.2015 | 46 %   | 18 %   | 11 %   | 5,5 % | 9 %   | -       | 5,5 % | -   | 5 %   |
| Infratest dimap           | 29.01.2015 | 44 %   | 20 %   | 13 %   | 5 %   | 9 %   | -       | 6 %   | -   | 3 %   |
| INSA                      | 14.01.2015 | 42 %   | 23 %   | 14 %   | 4 %   | 7 %   | -       | 6 %   | -   | 4 %   |
| Infratest dimap           | 14.01.2015 | 43 %   | 22 %   | 14 %   | 4 %   | 8 %   | -       | 5 %   | -   | 5 %   |
| mafo.de                   | 15.12.2014 | 42 %   | 22 %   | 14 %   | 2 %   | 8 %   | -       | 6 %   | 3 % | 3 %   |
| Infratest dimap           | 11.12.2014 | 43 %   | 24 %   | 14 %   | 2 %   | 9 %   | -       | 4 %   | -   | 4 %   |
| GESS Phone & Field        | 08.11.2014 | 45 %   | 27 %   | 11 %   | 2 %   | 7 %   | -       | 4 %   | -   | 4 %   |
| mafo.de                   | 09.05.2014 | 38,5 % | 22,6 % | 13,7 % | 2,9 % | 7,8 % | -       | 5,8 % | -   | 8,7 % |
| GESS Phone & Field        | 15.02.2014 | 48 %   | 24 %   | 11 %   | 3 %   | 8 %   | -       | -     | -   | -     |
| Infratest dimap           | 15.01.2014 | 42 %   | 25 %   | 13 %   | 5 %   | 9 %   | -       | 3 %   | -   | 3 %   |
| Universität Hamburg       | 26.06.2013 | 43 %   | 21 %   | 18 %   | 4 %   | 8 %   | 4 %     | -     | -   | 2 %   |
| GESS Phone & Field        | 09.02.2013 | 51 %   | 23 %   | 13 %   | 2 %   | 4 %   | 2 %     | -     | -   | 5 %   |
| Resultados de 2011        | 20.02.2011 | 48,4 % | 21,9 % | 11,2 % | 6,7 % | 6,4 % | 2,1 %   | -     | -   | 3,3   |

Para la preferencia de alcalde, los encuestados dieron los siguientes resultados:
| Realizador de la encuesta | Fecha      | Olaf Scholz (SPD) | Dietrich Wersich (CDU) |
| ------------------------- | ---------- | ----------------- | ---------------------- |
|                           |            |                   |                        |
| Infratest dimap           | 15.02.2015 | 70 %              | 15 %                   |
| Forschungsgruppe Wahlen   | 12.02.2015 | 72 %              | 12 %                   |
| Forschungsgruppe Wahlen   | 06.02.2015 | 66 %              | 15 %                   |
| Infratest dimap           | 05.02.2015 | 67 %              | 11 %                   |
| Infratest dimap           | 29.01.2015 | 70 %              | 13 %                   |
| Infratest dimap           | 29.01.2015 | 70 %              | 13 %                   |
| Infratest dimap           | 14.01.2015 | 66 %              | 16 %                   |
| Infratest dimap           | 11.12.2014 | 68 %              | 12 %                   |
| GESS Phone & Field        | 08.11.2014 | 65 %              | 18 %                   |
| GESS Phone & Field        | 15.02.2014 | 66 %              | 13 %                   |
| Infratest dimap           | 15.01.2014 | 69 %              | 13 %                   |

| Encuestador     | Fecha      | Olaf Scholz (SPD) | Katja Suding (FDP) | Dietrich Wersich (CDU) | Dora Heyenn (Linke) | Jens Kerstan (Grüne) |
| --------------- | ---------- | ----------------- | ------------------ | ---------------------- | ------------------- | -------------------- |
|                 |            |                   |                    |                        |                     |                      |
| Infratest dimap | 15.01.2014 | 69 %              | 22 %               | 20 %                   | 19 %                | 19 %                 |

El titular Scholz (SPD) alcanzó el 70 por ciento de las preferencias en contraste con su principal oponente Wersich que alcanzó sólo el 15 por ciento.

## Resultados
Los resultados finales se entregaron el 27 de febrero. Los resultados oficiales, son los siguientes:
| Hab. Inscritos    | 1.299.411      |            |                |                |            |        |         |        |
| Votantes          | 734.142        | 56.5       |                |                |            |        |         |        |
|                   | Votos directos | Porcentaje | Mand. directos | Votos de lista | Porcentaje | Cambio | Escaños | Cambio |
| Votos válidos     | 3.512.127      | 97,2       |                | 3.530.097      | 97,2       |        |         |        |
| Papeletas nulas   | 20.854         | 2,8        |                | 20.648         | 2,8        |        |         |        |
| SPD               | 1.440.847      | 41,0       | 35             | 1.611.274      | 45,6       | −2,8   | 58      | -4     |
| CDU               | 690. 479       | 19,7       | 18             | 561.377        | 15,9       | −6,0   | 20      | −8     |
| Verdes            | 515.900        | 14,7       | 13             | 432.713        | 12,3       | +1,1   | 15      | +1     |
| Die Linke         | 325.909        | 9,3        | 4              | 300.567        | 8,5        | +2,1   | 11      | +3     |
| FDP               | 222.736        | 6,3        | 1              | 262.157        | 7.4        | +0.7   | 9       | =      |
| AfD               | 217.144        | 6,2        |                | 214.833        | 6,1        | +6,1   | 8       | +8     |
| PIRATEN           | 65.358         | 1,9        |                | 54.802         | 1,6        | −0,5   |         |        |
| Die PARTEI        | 5.278          | 0,2        |                | 31.710         | 0,9        | +0,2   |         |        |
| Nuevos Liberales  | —              | —          |                | 18.464         | 0,5        | +0,5   |         |        |
| ÖDP               | 3.140          | 0,1        |                | 13.621         | 0,4        | +0,1   |         |        |
| NPD               | 9.542          | 0,3        |                | 11.293         | 0,3        | -0,6   |         |        |
| RENTNER           | —              | —          |                | 9.937          | 0,3        | -0,2   |         |        |
| HHBL              | —              | —          |                | 7.349          | 0,2        | +0,2   |         |        |
| SCHEUERL          | 6.773          | 0,2        |                |                |            |        |         |        |
| Bürgerbeteiligung | 3.174          | 0,1        |                |                |            |        |         |        |
| HaraAlt           | 2.107          | 0,1        |                |                |            |        |         |        |
| Humanwirtschaft   | 1.448          | 0,0        |                |                |            |        |         |        |
| Soziale Politik   | 1.161          | 0,0        |                |                |            |        |         |        |
| Warum nicht!      | 1.131          | 0,0        |                |                |            |        |         |        |

El SPD perdió la mayoría absoluta de los escaños y se vio obligado a formar un gobierno de coalición. Aun así, superó ampliamente a los demás partidos.
Por otra parte, la CDU registró un claro retroceso, perdiendo ocho escaños y seis puntos porcentuales, y obteniendo su peor resultado en Hamburgo, además de su tercer peor resultado estatal en toda su historia electoral.
Los partidos pequeños registraron claras ganancias. Los Verdes ganaron un escaño adicional y más de un punto porcentual. Die Linke aumentó su votación en más de dos puntos porcentuales y obtuvo 3 escaños adicionales. El FDP obtuvo una pequeña ganancia de un 0.7% y su número de escaños se mantuvo sin cambios. Sin embargo, el solo hecho de mantener su representación fue un gran logro para el partido, ya que desde 2011 el partido atravesaba una honda crisis electoral que lo había dejado fuera de varios parlamentos estatales e incluso del Bundestag.
El AfD, que se presentaba por primera vez en una elección estatal de Hamburgo, obtuvo según el resultado oficial un 6.1% de los votos y ocho escaños, siendo la primera vez que el partido gana representación en un estado federado de la antigua Alemania Occidental.
Los partidos minoritarios alcanzaron en su conjunto un 4.2%.

## Post-elección
El nuevo parlamento se constituyó el 2 de marzo. Carola Veit fue reelegida como presidenta del mismo con 109 votos a favor de los 120 emitidos.

### Formación de gobierno y reelección de Scholz
Los Verdes no habían confirmado durante la campaña si se unirían a una coalición, pero sus posteriores negociaciones con el SPD fueron exitosas. Las negociaciones de coalición entre socialdemócratas y verdes comenzaron el 23 de febrero, y el 8 de abril se llevó a cabo una conferencia de prensa donde se dieron a conocer los resultados. Los partidos presentaron un contrato de coalición de 115 páginas, titulado Zusammen schaffen wir das moderne Hamburg, el cual establecía que en el nuevo gabinete de Scholz, el SPD tendría ocho ministros y Los Verdes tres ministros. Este contrato fue sujeto a votación por cada partido. Por un lado, Los Verdes celebraron una reunión el 12 de abril y el SPD celebró un congreso el 14 de abril.
Los Verdes aprobaron el acuerdo de coalición con una mayoría de dos tercios en su reunión, mientras que el SPD lo hizo casi por unanimidad, ya que de un total de 309 delegados en el congreso, 307 votaron a favor y solo dos en contra.
La elección del alcalde por el Parlamento de Hamburgo se llevó a cabo el 15 de abril. Scholz fue reelegido como alcalde de Hamburgo con 75 votos a favor, 44 votos en contra y una abstención. Scholz incluso recibió dos votos por parte de la oposición, ya que la coalición rojo-verde dispone de 73 escaños. El Senado Scholz II (nuevo gabinete ministerial de Scholz) se formó el mismo día, y consta de siete ministros del SPD, tres de Los Verdes y dos independientes.

## Sospecha de fraude electoral
Los operadores del sitio Wahlrecht.de notaron, después de una revisión de los resultados electorales, que en el distrito electoral de Billstedt-Wilhelmsburg-Finkenwerder había anomalías en la votación de dos candidatos: Murat Gözay (Verdes) y Vahan Balayan (CDU), los cuales recibieron significativamente más votos por correo de los que se esperaban estadísticamente. Las autoridades competentes se hicieron cargo de la cuestión y el Servicio Electoral confirmó el 25 de febrero de 2015 que se había trasladado el caso a la policía. Las investigaciones iniciales mostraron que al menos 50 papeletas obviamente no habían sido firmadas por una persona que realmente tuviera derecho a voto. Indicaciones de que uno de los candidatos haya estado involucrado en la manipulación, no existen.
Tres años después de la elección, un apoderado de mesa fue procesado tras demostrarse que había falsificado varios votos.